# Educador
Un educador o monitor de lleure és la persona que educa valors a l'infant durant el seu temps lliure. Treballa amb valors que inculca a les criatures, com la participació, la solidaritat, l'amistat, el respecte cap a l'entorn i els companys, etc.
Aquests educadors i educadores desenvolupen una feina important cap als infants, que aprenen a través de l'educació integral coses que l'educació formal no ensenya.

## Ser monitor de lleure
Per ser educador de lleure cal tenir un títol. Per aconseguir-lo es pot fer un curs. En aquest curs s'assisteix a unes classes teòriques, realitzant activitats i treball en equip, també unes hores pràctiques, visitant una escola o un casal, i finalment una memòria. La memòria és un treball final amb el qual es valora si es té les qualitats i la formació necessària per ser o no educador en el lleure.

## Actitud
Un monitor de lleure ha de tenir vocació per treballar amb els infants, amb ganes de gaudir amb ells i fer que creixin com a persones. Ha d'estar compromès i implicat amb el que fa. Ha de saber treballar tant amb els nens que educa com amb els seus companys educadors. És per això que ha de ser una persona flexible i assertiva. El treball en equip és quelcom fonamental en el món de l'educació en el lleure, cal que un educador sàpiga treballar d'aquesta manera.
Per sobre de tot, un educador ha de ser responsable de les seves decisions i tasques que desenvolupa, i tenir una bona capacitat crítica, acceptar els erros i millorar. L'educació en el lleure requereix molts sacrificis a nivell personal, per això es necessita una gran implicació i compromís pel que es fa. A més, hi ha una gran quantitat de tasques que desenvolupa un educador i es necessita que sigui organitzat i exigent amb un mateix. Sobretot, ha de poder posar-se a la pell dels nens i saber veure les coses des del seu punt de vista empàtic. L'empatia és una qualitat fonamental a tenir en compte. No obstant això, un educador mai ha de perdre de vista els seus principis ni la seva posició com a educador, cal saber veure la línia que separa nen i monitor.

## Tasques
Actuar amb infants és una feina una mica complicada, qualsevol acció mal feta pot repercutir en ells. Sempre s'ha de ser racional i s'ha de tenir decisió. S'ha d'actuar amb fermesa però recordant que són nens, no adults. S'ha de ser seriós quan toca però sempre des del respecte, actuant amb estima.
Fonamentalment, un educador en el lleure esdevé un mirall per aquells nens que educa, ha d'actuar de manera coherent amb el que ensenya i predicar amb l'exemple. Ha d'actuar de manera imparcial i ser just en tot allò que fa. També ha de respectar les decisions d'altres educadors, i mai contradir-les davant els nens.
A l'hora d'educar, una de les eines més útils i eficients és el joc. Són molts els beneficis i qualitats que aporta aquest mètode educatiu als infants. Millora l'autoestima dels nens, els ajuda a superar-se a ells mateixos i aconseguir noves metes. El joc transmet una gran quantitat de valors de manera molt eficient, i els ensenya de manera dinàmica des de la pròpia experiència. El joc també afavoreix la convivència entre companys i la interacció entre ells, fomenta l'autocontrol i canalitza l'agressivitat. És una eina que ofereix als infants la possibilitat d'expressar les seves emocions i sentiments sense cap mena de pressió i afavoreix l'aprenentatge d'actituds que més tard desenvoluparan a la vida adulta.
Aquesta eina és un mètode educatiu, l'educador ha d'actuar de manera molt creativa i dinàmica per captar l'atenció i crear una predisposició a aprendre per part dels nens. Una persona que es dedica a educar en el món del lleure ha d'actuar de manera que fomenti la participació dels nens a les activitats, i afavoreixi una bona integració de qualsevol nen.
S'han d'avaluar les activitats un cop han estat realitzades, valorar l'actitud dels nens i el funcionament d'aquestes per tal de millorar-les i detectar possibles mancances o problemes d'aquestes.

## Àmbits
- A les escoles. Un educador en temps de lleure es pot trobar en diferents àmbits, depenent de l'àmbit en què treballin. Poden ser educadors dins de l'escola durant el període del curs escolar, on hi dediquen una petita porció de temps com l'hora de dinar i l'hora de l'esbarjo. Per altra banda també es poden trobar a l'escola durant el període d'estiu, en aquest cas les escoles organitzen durant aquest temps els casals d'estiu on hi participen els monitors.
- En Esplais i Caus. En aquest cas, l'educador acostuma a treballar de manera totalment voluntària. Són entitats sense ànim de lucre. Els Esplais i Caus reben els infants (normalment de 4 fins a 17 anys) el dissabte, on participen en diferents activitats i habitualment fan tots junts excursions durant el curs i sortides de colònies o campaments a l'estiu.[5]
- En Centres Oberts. Són centres on els educadors desenvolupen un servei majoritàriament voluntari i fora de l'horari escolar per tal d'estimular i potenciar la socialització i l'adquisició d'aprenentatges bàsics de nens amb deficiències socioeducatives o que es troben en risc d'exclusió social.
- En associacions juvenils. Són entitats sense ànim de lucre amb grups de joves que treballen amb uns mateixos objectius i desenvolupen activitats comunes. Normalment, segueixen un estil d'educació amb principis i valors comuns entre els educadors, per exemple dins de l'àmbit de la religió.
- En campaments i colònies. Acostumen a ser a l'estiu, i els infants realitzen una estada a la natura en companyia dels monitors.